# 界画
界画是中国画的一种，即在作画时使用界尺引线，用以画建筑等物。最著名的界畫為清明上河圖。一般以宮室、樓台、屋宇等建築物為主體，以山水為背景，人物舟車等為點綴，採用「散點透視」（平行透視），沒有固定不變的視點，根據作畫者的需要隨時變換視點。

## 历史
漢代有漢武帝的《甘泉宮圖》、《漢麟閣圖》等作品。目前可見的漢朝表現建築的作品來自陸續發掘出來的漢墓室壁畫和漢畫像磚。東晉顧愷之有《水閣圍棋圖》、《洛神賦圖卷》等作品，其中《洛神賦圖卷》中的龍舟是迄今所見最早使用界畫技法的捲軸畫作品。隋代出現了展子虔、鄭法士、董伯仁等專擅人物外兼長樓閣的名家。界畫到了唐代出現新的繁榮，現存唐人的《宮苑圖》，可謂早期界畫的實例。界畫隨宋代繪畫鼎盛而登上高峰。宋代寫實畫講究「石分三面」，試圖表示光影明暗關係，對透視頗為關注，甚至達到西方繪畫早期「正前縮距透視法」水準。到了元代，寫意的文人畫進一步興起，在審美上追求詩境，開始貶抑縝密工整的界畫。明代界畫全面衰退。清代康雍乾時期的界畫則在各種繪畫思想、表現形式、藝術風格激烈競爭，在江蘇揚州地區得到發展，形成歷史的另一高峰。清代界畫主流可概略分為宮廷界畫和以揚州地區所代表的民間界畫。
界画在晋朝即已产生，在隋朝已经发展得比较完善，现存最早的大型界画是唐朝懿德太子李重润墓中的《阙楼图》。
著名界画画家有晚唐时的尹继昭、五代时的赵德义、北宋初年的郭忠恕、元朝的王振鹏、夏永 (画家)、李容瑾，明朝的仇英，清朝的袁江、袁耀等人。